# Władzimirów
Władzimirów (do 2011 Włodzimirów) – wieś w Polsce położona w województwie wielkopolskim, w powiecie konińskim, w gminie Kazimierz Biskupi.
1 stycznia 2011 r. zmieniono urzędowo nazwę wsi z Włodzimirów na Władzimirów.
W latach 1975–1998 miejscowość należała administracyjnie do województwa konińskiego.